# 차오양촨역
차오양촨역(조양천역, 중국어: 朝阳川站)은 중국 지린성 옌볜조선족자치주 옌지시 차오양촨진(朝阳川镇)에 위치한 철도역이다. 역은 1924년에 건설되었다. 창투 철로(长图铁路)와, 차오카이 철로(朝开铁路)가 이 역을 지나고, 현재 여객운송업무를 하고 있으며, 역과 그 상하행구간은 전철화되지 않았다. 역은 창춘역에서 466km 떨어져 있으며 선양 철로국 소속의 2등역이다. 우편번호는 133401이다.

## 인접역

### 중국 국철
- 창투 철로
  - 퉁포쓰역(창춘 방면) ← 11km 차오양촨역 11km → 옌지역(투먼 방면)
- 차오카이 철로
  - 차오양촨역 10km → 싼펑둥역(카이산툰 방면)